# تخزين الغاز الطبيعي
الغاز الطبيعي هو سلعة يمكن تخزينها لفترة غير محددة من الوقت في مرافق تخزين الغاز الطبيعي لاستهلاكها لاحقًا.

## الاستخدامات
يتم استخدام تخزين الغاز بشكل أساسي لتلبية تغيرات الأحمال. يتم حقن الغاز في المخازن خلال فترات انخفاض الطلب وسحبه من التخزين خلال فترات ذروة الطلب. يتم استخدامه أيضًا لمجموعة متنوعة من الأغراض الثانوية ، بما في ذلك:
- موازنة التدفق في أنظمة خطوط الأنابيب. يتم تنفيذ ذلك من قبل شركات خطوط أنابيب النقل الرئيسية للحفاظ على السلامة التشغيلية لخطوط الأنابيب، من خلال ضمان الحفاظ على ضغوط خطوط الأنابيب ضمن معايير التصميم.
- الحفاظ على التوازن التعاقدي. يستخدم الشاحنون الغاز المخزن للحفاظ على الحجم الذي يقومون بإيصاله إلى نظام خطوط الأنابيب والحجم الذي يسحبونه. دون الوصول إلى مرافق التخزين هذه ، فإن أي حالة اختلال في التوازن من شأنها أن تؤدي إلى عقوبة كبيرة.
- تسوية الإنتاج خلال فترات تقلب الطلب. يستخدم المنتجون التخزين لتخزين أي غاز غير قابل للتسويق على الفور ، عادةً خلال فصل الصيف عندما يكون الطلب منخفضًا ويتم تسليمه في أشهر الشتاء عندما يكون الطلب مرتفعًا.
- المضاربة في السوق. يستخدم المنتجون والمسوقون تخزين الغاز كأداة مضاربة، حيث يقومون بتخزين الغاز عندما يعتقدون أن الأسعار سترتفع في المستقبل ثم يبيعونها عندما تصل إلى تلك المستويات.
- التأمين ضد الحوادث غير المتوقعة. يمكن استخدام تخزين الغاز كتأمين قد يؤثر على إنتاج أو توصيل الغاز الطبيعي. قد تشمل هذه العوامل الطبيعية مثل الأعاصير ، أو خلل في أنظمة الإنتاج أو التوزيع.
- الوفاء بالالتزامات التنظيمية. يضمن تخزين الغاز إلى حد ما موثوقية إمداد الغاز للمستهلك بأقل تكلفة، كما هو مطلوب من قبل الهيئة التنظيمية. هذا هو السبب في أن الهيئة التنظيمية تراقب مستويات مخزون التخزين.
- تقليل تقلبات الأسعار. يضمن تخزين الغاز سيولة السلع في مراكز السوق. هذا يساعد على احتواء تقلبات أسعار الغاز الطبيعي وعدم اليقين.
- موازنة التغيرات في الطلب على الغاز الطبيعي. تكتسب مرافق تخزين الغاز أهمية أكبر بسبب التغيرات في الطلب على الغاز الطبيعي. أولاً، الإمدادات التقليدية التي كانت تلبي في يوم من الأيام ذروة الطلب في فصل الشتاء غير قادرة الآن على مواكبة الطلب. ثانيًا، هناك طلب متزايد في الصيف على الغاز الطبيعي، بسبب توليد الكهرباء عبر محطات الطاقة التي تعمل بالغاز.

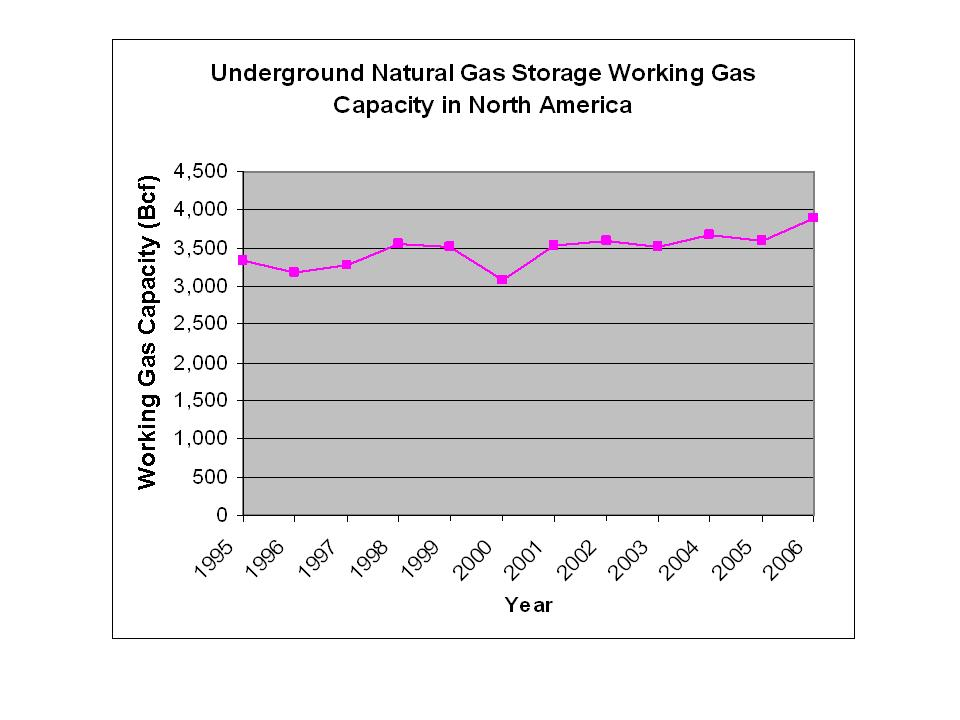
مصدر البيانات.

## القياسات والتعريفات
- إجمالي سعة تخزين الغاز: هو الحجم الأقصى للغاز الطبيعي الذي يمكن تخزينه في منشأة التخزين. يتم تحديده من خلال عدة عوامل فيزيائية مثل حجم الخزان، وكذلك على إجراءات التشغيل والأساليب الهندسية المستخدمة.
- إجمالي الغاز المخزن: هو الحجم الإجمالي للغاز المخزن بالمنشأة في وقت معين.
- الغاز الأساسي (يُشار إليه أيضًا باسم الغاز الوسادة): هو حجم الغاز الذي يُقصد به أن يكون مخزونًا دائمًا في خزان تخزين للحفاظ على معدلات الضغط والتسليم المناسبة طوال موسم السحب.
- سعة الغاز العامل: هو إجمالي سعة تخزين الغاز مطروحًا منه الغاز الأساسي.
- غاز العمل: هو إجمالي الغاز المخزن مطروحًا منه الغاز الأساسي. غاز العمل هو حجم الغاز المتاح للسوق في وقت معين.
- الغاز غير القابل للاسترداد ماديًا: كمية الغاز التي تصبح جزءًا لا يتجزأ بشكل دائم في تكوين منشأة التخزين والتي لا يمكن استخلاصها أبدًا.
- معدل الدوران: هو متوسط عدد المرات التي يمكن فيها قلب حجم الغاز العامل في الخزان خلال فترة زمنية محددة. عادة ما تكون الفترة الزمنية المستخدمة سنة واحدة.
- قابلية التسليم: هو مقياس لكمية الغاز التي يمكن تسليمها (سحبها) من منشأة تخزين على أساس يومي. يشار إليها أيضًا باسم معدل التسليم أو معدل السحب أو سعة السحب وعادة ما يتم التعبير عنها بملايين الأقدام المكعبة من الغاز يوميًا التي يمكن تسليمها.
- سعة (أو معدل) الحقن: هي كمية الغاز التي يمكن حقنها في منشأة التخزين على أساس يومي. يمكن اعتباره مكملاً للتسليم. يُقاس معدل الحقن أيضًا عادةً بملايين الأقدام المكعبة من الغاز التي يمكن توصيلها يوميًا.

القياسات أعلاه ليست ثابتة لمنشأة تخزين معينة. على سبيل المثال، يعتمد التسليم على عدة عوامل بما في ذلك كمية الغاز في الخزان والضغط وما إلى ذلك. بشكل عام، يختلف معدل تسليم منشأة التخزين بشكل مباشر مع إجمالي كمية الغاز في المكمن. يكون في أعلى مستوياته عندما يمتلئ الخزان وينخفض مع سحب الغاز. إن سعة الحقن لمنشأة التخزين متغيرة أيضًا وتعتمد على عوامل مشابهة لتلك التي تؤثر على قابلية التسليم. يختلف معدل الحقن عكسياً مع الكمية الإجمالية للغاز في المخزن. يكون في أعلى مستوياته عندما يكون الخزان فارغًا تقريبًا وينخفض مع حقن المزيد من الغاز. قد يقوم مشغل مرفق التخزين أيضًا بتغيير المعلمات التشغيلية.
سيسمح هذا، على سبيل المثال، بزيادة الحد الأقصى لسعة التخزين، أو سحب الغاز الأساسي أثناء ارتفاع الطلب أو إعادة تصنيف الغاز الأساسي إلى غاز عامل إذا سمحت التطورات التكنولوجية أو الإجراءات الهندسية بذلك.

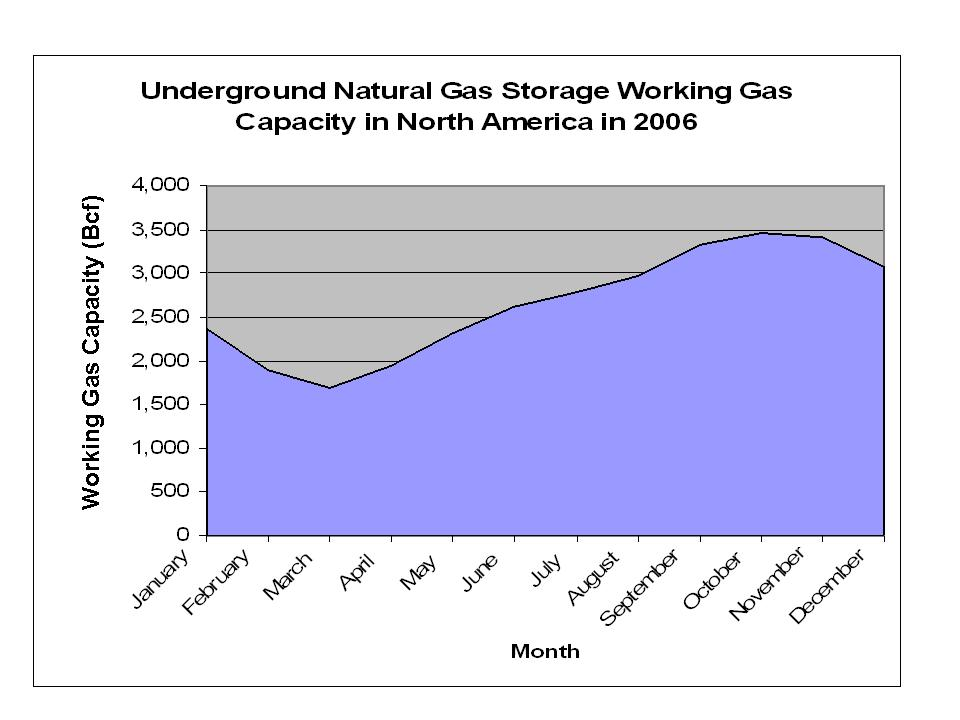
مصدر البيانات.

## الأنواع

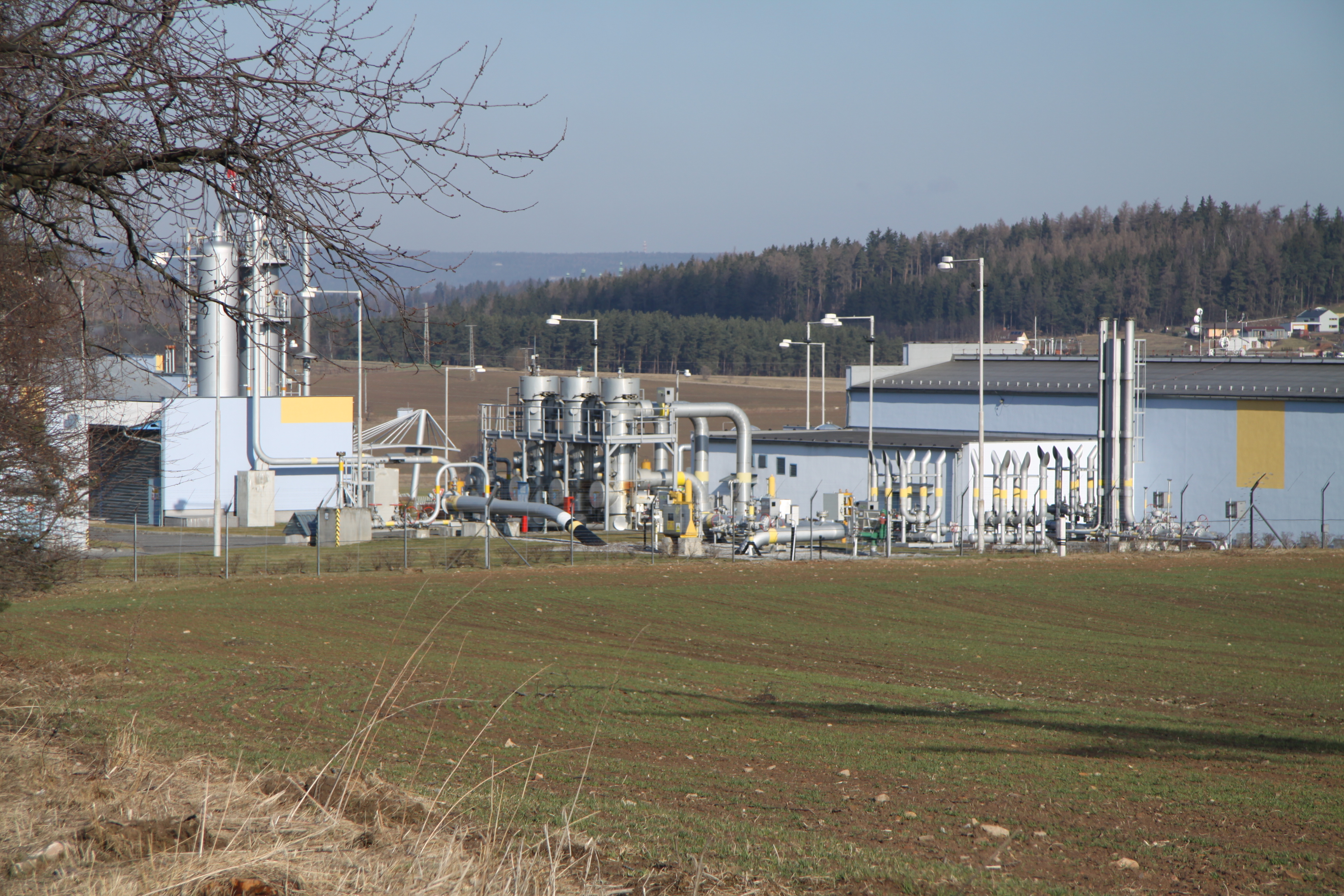
معدات منشأة لتخزين الغاز الطبيعي تحت الأرض في جمهورية التشيك بالقرب من مدينة ميلين.

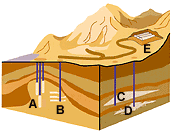
يتم تخزين الغاز الطبيعي في تكوينات ملحية تحت الأرض (أ) وخزانات (ج) خزانات جوفية و(د) خزانات مستنفدة.

أهم أنواع تخزين الغاز هو الخزانات الجوفية. هناك ثلاثة أنواع رئيسية — خزانات الغاز المستنفد وخزانات المياه الجوفية وخزانات الكهوف الملحية. كل نوع من هذه الأنواع له خصائص مادية واقتصادية مميزة تحكم ملاءمة نوع معين من نوع التخزين لتطبيق معين.

### خزان الغاز الناضب
تعد هذه الشكل الأبرز والأكثر شيوعًا لتخزين الغاز الطبيعي تحت الأرض. إنها تشكيلات مكامن حقول الغاز الطبيعي التي أنتجت كل أو جزء من غازها القابل للاسترداد اقتصاديًا. يجب أن يكون تكوين الخزان المستنفد قادرًا على الاحتفاظ بكميات كافية من الغاز الطبيعي المحقون في الفراغ المسامي بين الحبوب (عبر مسامية عالية)، وتخزين وتسليم الغاز الطبيعي بمعدلات اقتصادية كافية (من خلال نفاذية عالية) واحتوائه بحيث يتم احتواء الغاز الطبيعي لا يمكن أن تهاجر إلى تشكيلات أخرى وتضيع. بالإضافة إلى ذلك، يجب أن يكون الصخر (كل من الخزان والسداد) قادرًا على تحمل الدورة المتكررة لزيادة الضغط عند حقن الغاز الطبيعي في الخزان وعكس انخفاض الضغط عند إنتاج الغاز الطبيعي.
يعد استخدام مثل هذه المنشأة التي تفي بالمعايير المذكورة أعلاه أمرًا جذابًا اقتصاديًا لأنه يسمح بإعادة الاستخدام، مع التعديل المناسب، للبنية التحتية للاستخراج والتوزيع المتبقية من العمر الإنتاجي لحقل الغاز مما يقلل من تكاليف بدء التشغيل. تعتبر الخزانات المستنفدة جذابة أيضًا لأن خصائصها الجيولوجية والفيزيائية قد تمت دراستها بالفعل من قبل الجيولوجيين ومهندسي البترول وعادة ما تكون معروفة جيدًا. وبالتالي، فإن الخزانات المستنفدة هي عمومًا الأرخص والأسهل في تطوير وتشغيل وصيانة الأنواع الثلاثة للتخزين تحت الأرض.
من أجل الحفاظ على ضغوط العمل في الخزانات المستنفدة، يجب الاحتفاظ بحوالي 50 بالمائة من الغاز الطبيعي في التكوين كغاز وسادة. ومع ذلك، نظرًا لأن الخزانات المستنفدة كانت مملوءة سابقًا بالغاز الطبيعي والهيدروكربونات، فإنها لا تتطلب حقن الغاز الذي سيصبح غير قابل للاسترداد ماديًا لأن هذا موجود بالفعل في التكوين. يوفر هذا دفعة اقتصادية إضافية لهذا النوع من المنشآت ، خاصة عندما تكون تكلفة الغاز مرتفعة.
وعادة يتم تشغيل هذه المرافق في دورة سنوية واحدة ؛ يتم حقن الغاز خلال أشهر الصيف خارج الذروة وسحبها خلال أشهر الشتاء التي يكون فيها الطلب ذروته.
ثمة عدد من العوامل التي تحدد ما إذا كان حقل الغاز المستنفد سيشكل منشأة تخزين مجدية اقتصاديًا أم لا:
- يجب أن يكون الخزان بجودة كافية من حيث المسامية والنفاذية للسماح بالتخزين والإنتاج لتلبية الطلب حسب الحاجة؛
- يجب احتواء الغاز الطبيعي بإغلاق فعال وإلا ستفقد كميات لا يمكن استعادتها؛
- يجب أن يكون الخزان المستنفد والبنية التحتية للحقل قريبين من أسواق الغاز؛
- يجب أن تكون البنية التحتية الحالية مناسبة لإعادة تجهيز المعدات لحقن الغاز وإنتاجه بالضغوط والمعدلات اللازمة؛

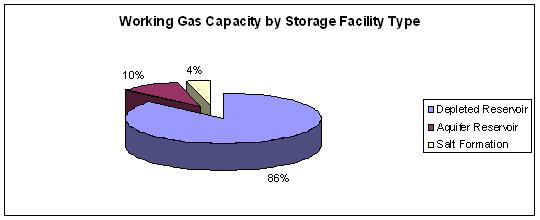
مصدر البيانات.

### خزان المياه الجوفية
طبقات المياه الجوفية هي تكوينات صخرية تحت الأرض، مسامية ونفاذة تعمل كخزانات مياه طبيعية. في بعض الحالات يمكن استخدامها لتخزين الغاز الطبيعي. عادة ما يتم تشغيل هذه المرافق في دورة سنوية واحدة كما هو الحال مع الخزانات المستنفدة. الخصائص الجيولوجية والفيزيائية لتكوين الخزان الجوفي ليست معروفة مسبقًا ويجب أن يذهب استثمار كبير في دراسة هذه الخصائص وتقييم مدى ملاءمة خزان المياه الجوفية لتخزين الغاز الطبيعي.
إذا كانت طبقة المياه الجوفية مناسبة، فيجب تطوير كل البنية التحتية المرتبطة بها من الصفر، مما يزيد من تكاليف التطوير مقارنة بالخزانات المستنفدة. ويشمل ذلك تركيب الآبار، ومعدات الاستخراج، وخطوط الأنابيب، ومرافق التجفيف، وربما معدات الضغط. نظرًا لأن الخزان الجوفي يحتوي في البداية على الماء، فإنه يوجد القليل من الغاز الطبيعي أو لا يوجد غاز طبيعي في التكوين ومن الغاز المحقون سيكون البعض غير قابل للاسترداد ماديًا. ونتيجة لذلك، يتطلب تخزين الخزان الجوفي غازات توسيدية أكبر بكثير من الخزانات المستنفدة ؛ ما يصل إلى 80٪ من إجمالي حجم الغاز. تم تطوير معظم مرافق تخزين الخزان الجوفي عندما كان سعر الغاز الطبيعي منخفضًا، مما يعني أن هذا الغاز الوسادة كان غير مكلف للتضحية به. مع ارتفاع أسعار الغاز، يصبح تطوير الخزان الجوفي أكثر تكلفة.
نتيجة للعوامل المذكورة أعلاه فإن تطوير مرفق تخزين الخزان الجوفي عادة ما يكون مضيعة للوقت ومكلفًا. تعتبر طبقات المياه الجوفية عمومًا أقل أنواع منشآت تخزين الغاز الطبيعي رواجًا وأغلىها تكلفة.

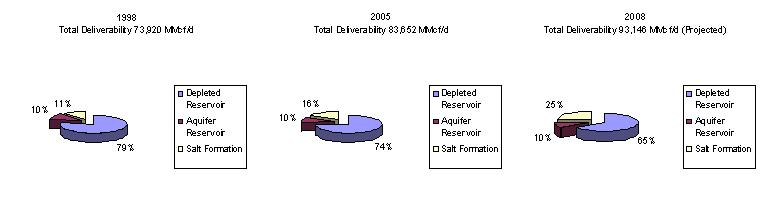
إجمالي التسليمات من تخزين الغاز الطبيعي حسب نوع المرفق ، 1998 ، 2005 ، 2008.

### تكوين الملح
تكوينات الملح الجوفية مناسبة تمامًا لتخزين الغاز الطبيعي. تسمح تجاويف الملح بقليل من الغاز الطبيعي المحقون بالهروب من التخزين ما لم يتم استخراجه على وجه التحديد. جدران كهف الملح قوية وغير منفذة للغاز على مدى عمر منشأة التخزين.
بمجرد اكتشاف ميزة الملح ووجد أنها مناسبة لتطوير منشأة لتخزين الغاز، يتم إنشاء كهف داخل ميزة الملح. يتم ذلك من خلال عملية الرشح في الموقع. يتم ضخ المياه العذبة إلى أسفل البئر في الملح. يذوب بعض الملح تاركًا فراغًا ويتم ضخ الماء ، الذي أصبح الآن مالحًا ، مرة أخرى إلى السطح. تستمر العملية حتى يصل الكهف إلى الحجم المطلوب، حيث يبلغ ارتفاع بعضها 800 متر وقطرها 50 مترًا وحجمها حوالي مليون متر مكعب . بمجرد إنشائه ، يوفر كهف الملح وعاء تخزين الغاز الطبيعي تحت الأرض مع قابلية عالية للتسليم. تكون متطلبات غاز الوسادة أقل ، وعادة ما تكون حوالي 33 في المائة من إجمالي سعة الغاز.
عادة ما تكون كهوف الملح أصغر بكثير من مكامن الغاز المستنفد ومنشآت تخزين الخزان الجوفي. قد تشغل منشأة تجويف الملح جزء واحد فقط من مائة من المساحة التي يشغلها مرفق خزان الغاز المستنفد. وبالتالي لا يمكن للكهوف الملحية الاحتفاظ بكميات كبيرة من الغاز اللازمة لتلبية متطلبات تخزين الحمل الأساسي. ومع ذلك، فإن قابلية التسليم من كهوف الملح أعلى بكثير مما هي بالنسبة لخزانات المياه الجوفية أو الخزانات المستنفدة. يسمح ذلك بسحب الغاز المخزن في كهف الملح وتجديده بسرعة أكبر وبسرعة أكبر. يعد وقت الدورة الأسرع هذا مفيدًا في حالات الطوارئ أو خلال فترات قصيرة من الزيادات غير المتوقعة في الطلب.
على الرغم من أن البناء أكثر تكلفة من تحويلات الحقول المستنفدة عند قياسها على أساس الدولارات لكل ألف قدم مكعب من الغاز العامل، فإن القدرة على أداء عدة دورات سحب وحقن كل عام تقلل التكلفة الفعلية.

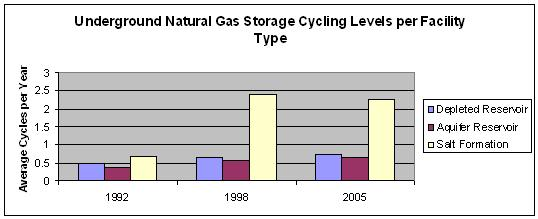
مصدر البيانات.

| النوع               | وسادة الغاز | فترة الحقن (أيام) | فترة السحب (أيام) |
| ------------------- | ----------- | ----------------- | ----------------- |
| الخزان المنضب       | 50٪         | 200-250           | 100-150           |
| خزان المياه الجوفية | 50٪ -80٪    | 200-250           | 100-150           |
| تكوين الملح         | 20٪ -30٪    | 20-40             | 10-20             |

### طرق أخرى
هناك أيضًا أنواع أخرى من التخزين مثل:

#### الغاز الطبيعي المسال

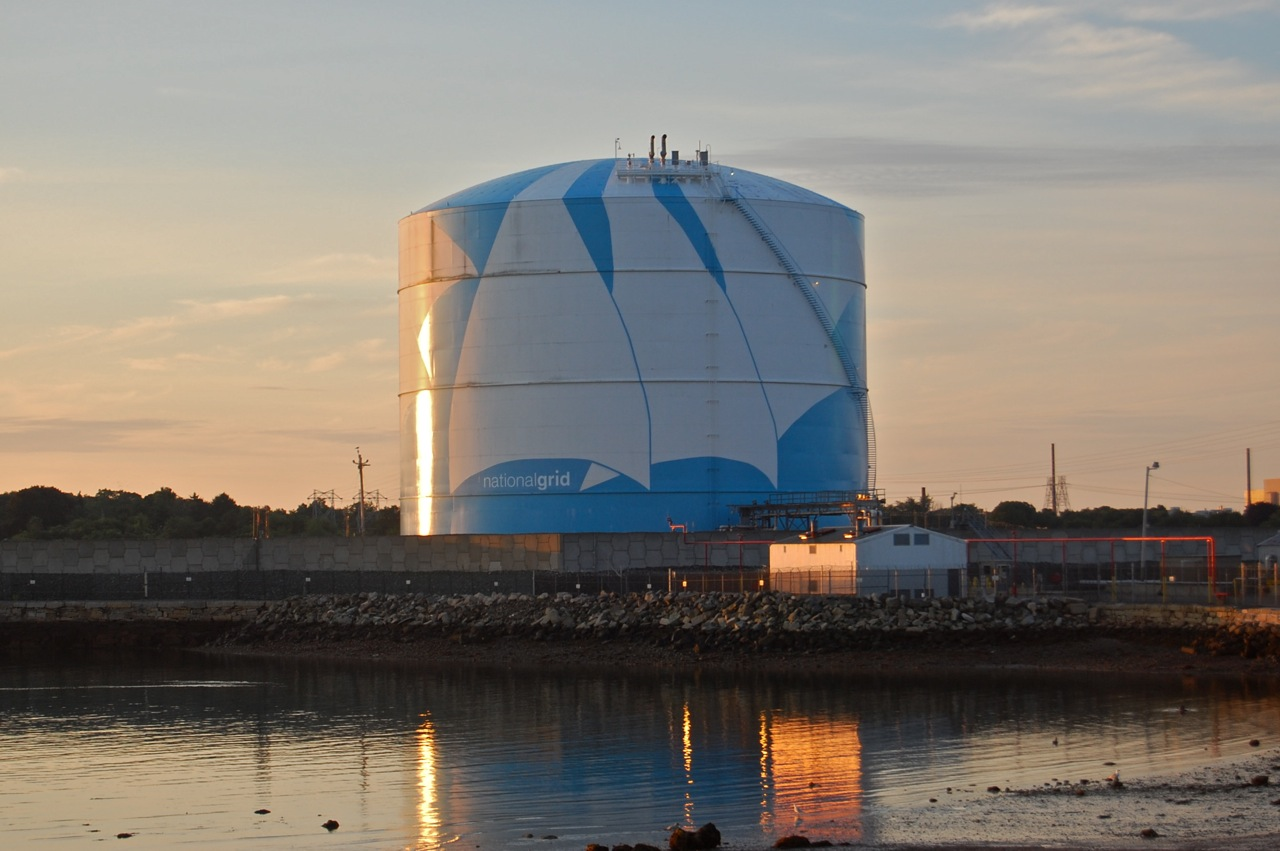
خزان لتخزين الغاز الطبيعي المسال في ولاية ماساتشوستس.

توفر مرافق الغاز الطبيعي المسال (LNG) سعة توصيل خلال فترات الذروة عندما يتجاوز طلب السوق إمكانية التسليم عبر خطوط الأنابيب. تمتلك صهاريج تخزين الغاز الطبيعي المسال عددًا من المزايا مقارنة بالتخزين تحت الأرض. كسائل عند 163 تقريبًا درجة مئوية (−260 درجة فهرنهايت) ، فهي تشغل مساحة أقل بحوالي 600 مرة من الغاز المخزن تحت الأرض ، وتوفر قابلية عالية للتسليم في وقت قصير جدًا لأن مرافق تخزين الغاز الطبيعي المسال تقع عمومًا بالقرب من السوق ويمكن نقلها بالشاحنات إلى بعض العملاء لتجنب رسوم خطوط الأنابيب. لا توجد متطلبات لغاز الوسادة ويسمح بالوصول إلى الإمداد العالمي. ومع ذلك ، فإن إنشاء وصيانة مرافق الغاز الطبيعي المسال أكثر تكلفة من تطوير مرافق تخزين جديدة تحت الأرض.

#### سعة خط الأنابيب
يمكن تخزين الغاز مؤقتًا في نظام خطوط الأنابيب من خلال عملية تسمى تعبئة الخط. يتم ذلك عن طريق تعبئة المزيد من الغاز في خط الأنابيب عن طريق زيادة الضغط.
خلال فترات ارتفاع الطلب، يمكن سحب كميات أكبر من الغاز من خط الأنابيب في منطقة السوق أكثر من الكميات التي يتم حقنها في منطقة الإنتاج. عادة ما يتم تنفيذ هذه العملية في غير أوقات الذروة لتلبية متطلبات الذروة في اليوم التالي. توفر هذه الطريقة بديلاً مؤقتًا قصير المدى للتخزين التقليدي تحت الأرض.

#### حوامل الغاز

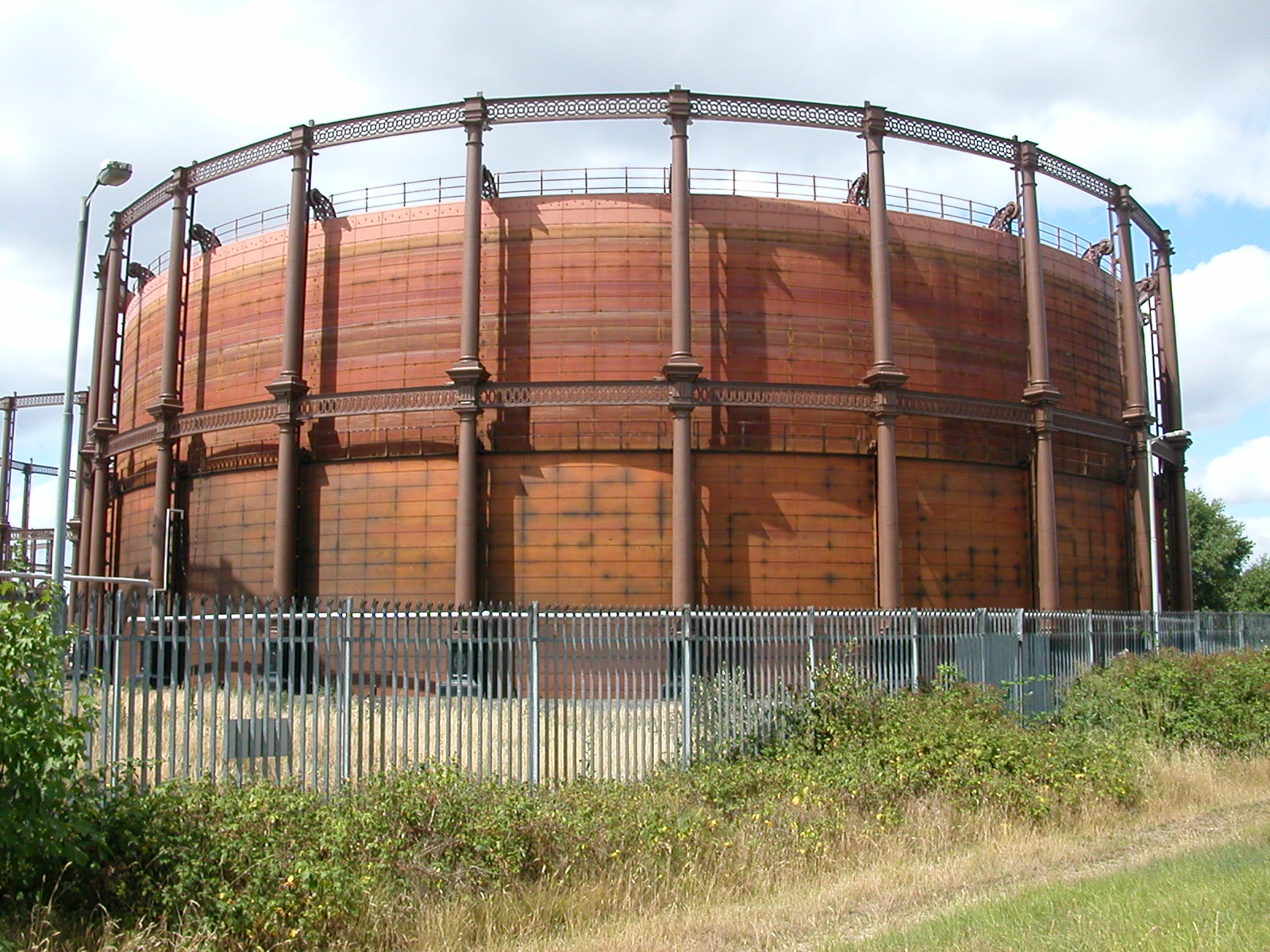
أقدم عمودا موجها حامل الغاز في وست هام، لندن

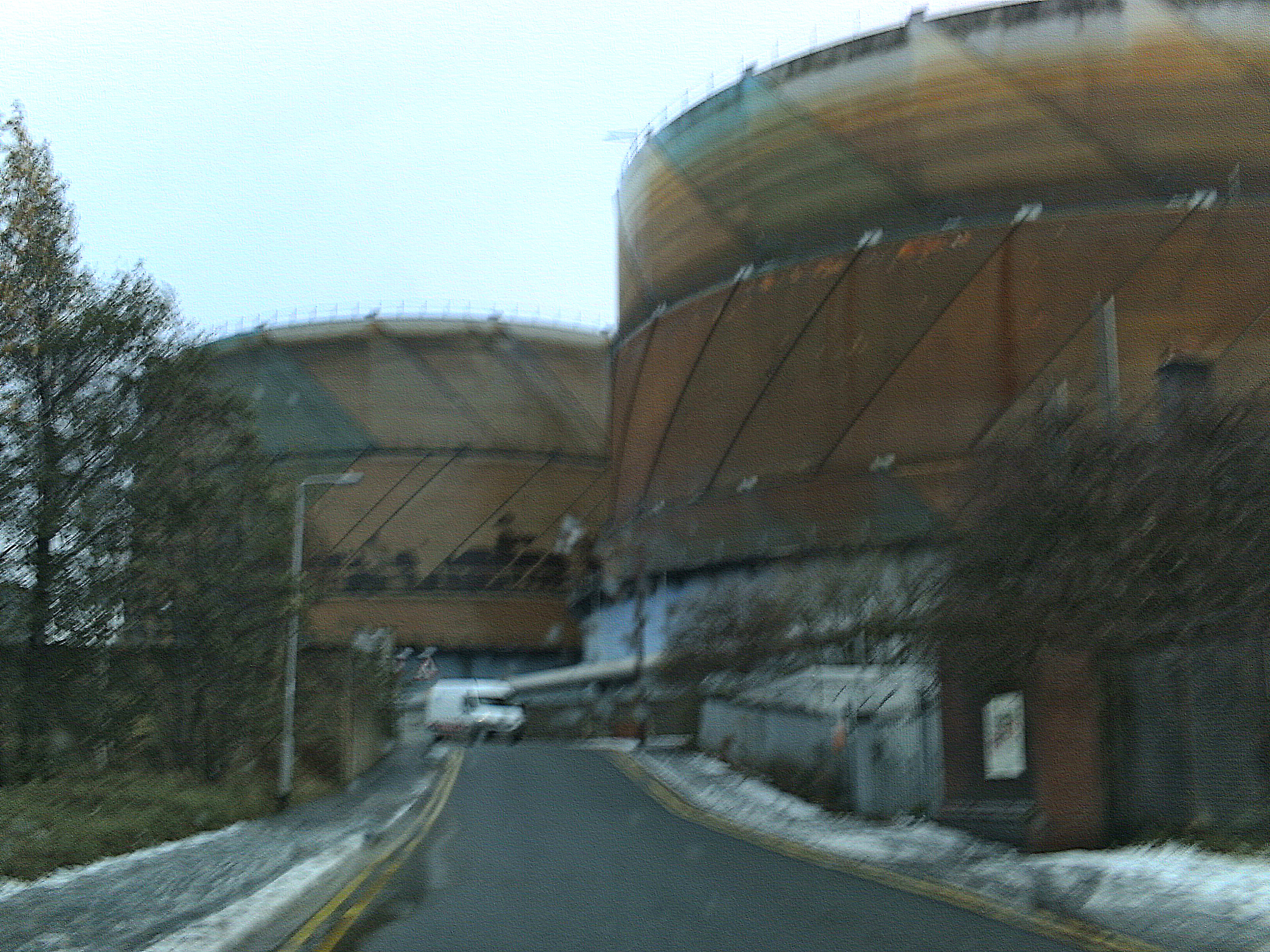
حواجز حواجز حلزونية مبنية في الستينيات في هونسليت، ليدز

يمكن تخزين الغاز فوق الأرض في حامل غاز (أو مقياس غاز) ، إلى حد كبير لتحقيق التوازن، وليس التخزين طويل الأجل، وقد تم ذلك منذ العصر الفيكتوري. تخزن هذه الغازات عند ضغط المنطقة، مما يعني أنها يمكن أن توفر غازًا إضافيًا بسرعة كبيرة في أوقات الذروة. ربما تكون حاملي الجاش الأكثر استخدامًا في المملكة المتحدة وألمانيا.
هناك نوعان من حامل الغاز، تلك الموجهة نحو الأعمدة، وهي موجهة لأعلى بإطار كبير يكون مرئيًا دائمًا، بغض النظر عن موضع الحامل؛ والموجهة بشكل حلزوني، والتي ليس لها إطار ويتم توجيهها بواسطة عدائين متحدة المركز في المصعد السابق.
ربما يكون أشهر حامل غاز بريطاني هو "الحاملين البيضاويين" الذي يطل على ملعب الكريكيت البيضاوي في لندن . تم بناء حوامل الغاز في المملكة المتحدة منذ العصور الفيكتورية المبكرة. العديد منها ، مثل Kings Cross في لندن و St. Marks Street في Kingston upon Hull ، قديمة جدًا لدرجة أنها مبرشمة تمامًا، لأن بنائها يسبق استخدام اللحام في البناء. آخر ما تم بناؤه في المملكة المتحدة كان عام 1983.

## الملاك

### شركات خطوط الأنابيب بين الولايات
تعتمد شركات خطوط الأنابيب بين الولايات بشكل كبير على التخزين تحت الأرض لأداء موازنة الحمل وإدارة إمداد النظام على خطوط النقل لمسافات طويلة. على الرغم من أن لوائح FERC تطالب هذه الشركات بفتح ما تبقى من قدرتها غير المستخدمة لهذا الغرض لأطراف ثالثة. تدير 25 شركة مشتركة بين الولايات حاليًا 172 مرفقًا لتخزين الغاز الطبيعي تحت الأرض. في عام 2005، استحوذت منشآتهم على حوالي 43 في المائة من إجمالي إمكانية تسليم التخزين و55 في المائة من سعة الغاز العامل في الولايات المتحدة. ومن بين هؤلاء المشغلين شركة كولومبيا لنقل الغاز، وشركة دومينيون لنقل الغاز، والشركة الوطنية لتوريد غاز الوقود، وخط أنابيب الغاز الطبيعي في أمريكا، وشركة تكساس لنقل الغاز، وشركة خطوط الأنابيب المركزية الجنوبية، وشركة ترانس كندا .

### شركات خطوط الأنابيب داخل الدول وشركات التوزيع المحلية
تستخدم شركات خطوط الأنابيب داخل الولايات مرافق التخزين لتحقيق التوازن التشغيلي وإمداد النظام وكذلك لتلبية الطلب على الطاقة لعملاء الاستخدام النهائي. تستخدم أقل البلدان نمواً عمومًا الغاز من التخزين لخدمة العملاء بشكل مباشر. تشغل هذه المجموعة 148 موقعًا للتخزين تحت الأرض وتمثل 40 بالمائة من إجمالي سعة التخزين و32 بالمائة من سعة الغاز العامل في الولايات المتحدة. ومن بين هؤلاء المشغلين شركة Consumer Energy وشركة غاز إلينوي الشمالية ( نيكور ) في الولايات المتحدة وشركة Enbridge وشركة Union Gas في كندا.

### مقدمو خدمة التخزين المستقلون
اجتذب نشاط التحرير في ساحة تخزين الغاز تحت الأرض مزودي خدمات التخزين المستقلين لتطوير مرافق التخزين. سيتم بعد ذلك تأجير السعة المتاحة لعملاء من أطراف ثالثة مثل المسوقين ومولدات الكهرباء. من المتوقع أن تحصل هذه المجموعة في المستقبل على حصة أكبر في السوق، حيث يحدث المزيد من التحرير. حاليًا في الولايات المتحدة، تمثل هذه المجموعة 18 بالمائة من إجمالي سعة التخزين و13 بالمائة من سعة الغاز العامل في الولايات المتحدة.
| نوع المالك               | عدد المواقع | سعة الغاز العامل ( ) | التسليم اليومي ( ) |
| ------------------------ | ----------- | -------------------- | ------------------ |
| خط الأنابيب بين الولايات | 172         | 2،197                | 35830              |
| داخل الدول و LDC         | 148         | 1،292                | 33121              |
| مستقل                    | 74          | 521                  | 14681              |

## الموقع والتوزيع

### أوروبا
اعتبارًا من يناير 2011، كان هناك 124 مرفق تخزين تحت الأرض في أوروبا. نشرت Gas Infrastructure Europe (GIE) عن 254 منشأة قائمة أو توسعات مخططة في قاعدة بيانات تخزين الغاز الخاصة بها. لدى معظم الدول الأعضاء حد أدنى لمتطلبات التخزين يغطي ما لا يقل عن 15٪ من استهلاك الغاز السنوي.

### روسيا
تستخدم شركة غازبروم متاجر موسمية كبيرة، معظمها في غرب روسيا، لإدارة التباين الكبير في الطلبات المحلية والطلبات التصديرية، وملء موسم انخفاض الطلب في الصيف وتوفير الطلب المرتفع في الشتاء.
بين عامي 2005 و2021 كان المتوسط حوالي 40 بليون متر مكعب (1.4 تريليون قدم مكعب)تم استخدام من التخزين بهذه الطريقة، وبلغت ذروتها عند حوالي 60 بليون متر مكعب (2.1 تريليون قدم مكعب) في 2020/2021.

### الولايات المتحدة
تنقسم الولايات المتحدة عادةً إلى ثلاث مناطق رئيسية عندما يتعلق الأمر باستهلاك الغاز وإنتاجه. هذه المناطق هي الشرق والغربوالجنوب .

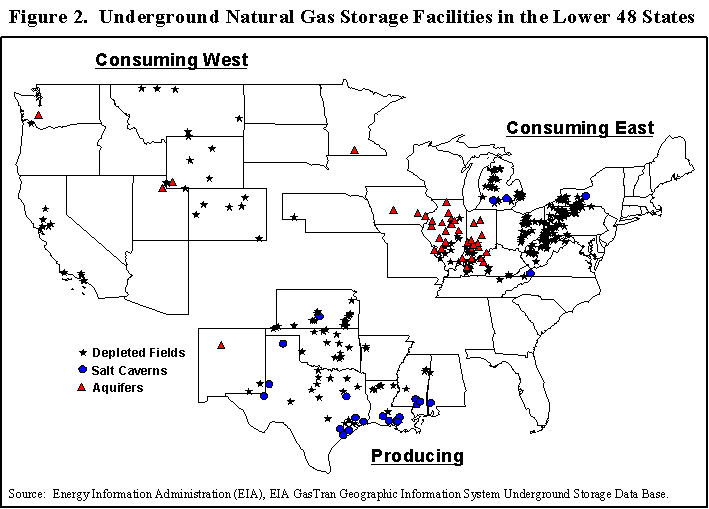
مصدر.

#### استهلاك المنطقة الشرقية
تعتمد منطقة الشرق، ولا سيما الولايات الواقعة في الجزء الشمالي بشكل كبير على الغاز المخزن لتلبية ذروة الطلب خلال أشهر الشتاء الباردة. بسبب فصول الشتاء الباردة السائدة والمراكز السكانية الكبيرة والبنية التحتية المتطورة، فليس من المستغرب أن تتمتع هذه المنطقة بأعلى مستوى من سعة تخزين الغاز العامل في المناطق الأخرى وأكبر عدد من مواقع التخزين، خاصة في الخزانات المستنفدة. بالإضافة إلى التخزين تحت الأرض، يلعب الغاز الطبيعي المسال بشكل متزايد دورًا حاسمًا في توفير دعم إضافي و / أو زيادة الإمداد إلى أقل البلدان نمواً على أساس قصير الأجل. على الرغم من أن السعة الإجمالية لمنشآت الغاز الطبيعي المسال هذه لا تتطابق مع سعة التخزين تحت الأرض من حيث الحجم، إلا أن قابلية التسليم العالية قصيرة المدى تعوض عن ذلك.

#### استهلاك المنطقة الغرب
تمتلك المنطقة الغربية المستهلكة أصغر حصة من تخزين الغاز من حيث عدد المواقع وكذلك سعة الغاز / إمكانية التسليم. يستخدم التخزين في هذه المنطقة في الغالب للسماح للغاز المحلي وغاز ألبرتان، القادم من كندا، بالتدفق بمعدل ثابت إلى حد ما. في شمال كاليفورنيا، تمتلك شركة باسيفيك للغاز والكهرباء (PG&E) سعة تخزين تحت الأرض لحوالي 100 بليون قدم مكعب (2.8×109 متر مكعب) من الغاز عبر ثلاثة مرافق تخزين. تستخدم شركة PG&E التخزين لتخزين الغاز عندما يكون غير مكلف في الصيف لاستخدامه في الشتاء عندما يكون شراء الغاز مكلفًا.

#### انتاج الجنوب
ترتبط مرافق التخزين في الجنوب المنتج بمراكز السوق وتلعب دورًا حاسمًا في تصدير ونقل وتوزيع الغاز الطبيعي المنتج إلى المناطق المستهلكة بكفاءة. تسمح مرافق التخزين هذه بتخزين الغاز الذي لا يمكن تسويقه على الفور ليتم تخزينه لاستخدامه لاحقًا.
| منطقة | عدد المواقع | سعة الغاز العامل ( ) | التسليم اليومي ( ) |
| ----- | ----------- | -------------------- | ------------------ |
| شرق   | 280         | 2،045                | 39643              |
| الغرب | 37          | 628                  | 9795               |
| جنوب  | 98          | 1،226                | 28296              |

### كندا
في كندا، كان الحد الأقصى للغاز العامل المخزن 456 بليون قدم مكعب (1.29×1010 متر مكعب). في عام 2006. يمثل التخزين في ألبرتا 47.5 في المائة من إجمالي حجم الغاز العامل. تليها أونتاريو التي تمثل 39.1 في المائة، وكولومبيا البريطانية التي تمثل 7.6 في المائة، وساسكاتشوان التي تمثل 5.1 في المائة وأخيراً كيبيك التي تمثل 0.9 في المائة.

## التنظيم وإلغاء الضوابط

### الولايات المتحدة
تخضع شركات خطوط الأنابيب بين الولايات في الولايات المتحدة للاختصاص القضائي للجنة تنظيم الطاقة الفيدرالية (FERC). قبل عام 1992، كانت هذه الشركات تمتلك كل الغاز الذي يتدفق عبر أنظمتها. وشمل ذلك أيضًا الغاز الموجود في منشأة التخزين الخاصة بهم، والتي كانت لديهم سيطرة كاملة عليها. ثم تم تنفيذ أمر FERC 636. تطلب هذا من الشركات تشغيل منشآتها، بما في ذلك تخزين الغاز على أساس الوصول المفتوح.
بالنسبة لتخزين الغاز، كان هذا يعني أن هذه الشركات يمكنها فقط الاحتفاظ بالقدرة اللازمة للحفاظ على سلامة النظام. وستكون بقية السعة متاحة للتأجير لأطراف ثالثة على أساس غير تمييزي. فتح الوصول المفتوح مجموعة متنوعة من التطبيقات لتخزين الغاز، خاصة للمسوقين الذين يمكنهم الآن استغلال فرص موازنة الأسعار. سيتم تسعير أي سعة تخزين بسعر يعتمد على التكلفة ، ما لم يتمكن المزود من أن يثبت لـ FERC أنه يفتقر إلى القوة السوقية ، وفي هذه الحالة قد يُسمح له بالتسعير بأسعار السوق للحصول على حصة في السوق. تُعرِّف FERC القوة السوقية بأنها ".. قدرة البائع بشكل مربح على الحفاظ على الأسعار أعلى من المستويات التنافسية لفترة زمنية طويلة".
أدى هيكل التسعير الأساسي للتخزين إلى تثبيط التنمية في قطاع تخزين الغاز، والذي لم يشهد إنشاء العديد من مرافق التخزين الجديدة ، إلى جانب توسيع المرافق الحالية. في عام 2005، أعلنت FERC عن أمر جديد 678 يستهدف بشكل خاص تخزين الغاز. تهدف هذه القاعدة إلى تحفيز تطوير منشأة جديدة لتخزين الغاز في الهدف النهائي المتمثل في تقليل تقلب أسعار الغاز الطبيعي. لاحظ رئيس اللجنة جوزيف ت. كيليهر : "منذ عام 1988، ارتفع الطلب على الغاز الطبيعي في الولايات المتحدة بنسبة 24 في المائة. خلال نفس الفترة ، زادت سعة تخزين الغاز بنسبة 1.4 بالمائة فقط. بينما تأخر بناء سعة التخزين عن الطلب على الغاز الطبيعي، فقد شهدنا مستويات قياسية من تقلب الأسعار. هذا يشير إلى أن سعة التخزين الحالية غير كافية. علاوة على ذلك، قد تكون سعة التخزين الموجودة هذا العام ممتلئة في وقت أبكر بكثير مما كانت عليه في أي عام سابق. وفقًا لبعض المحللين، فإن هذا يثير احتمالية توقف بعض إنتاج الغاز المحلي. يجب أن تساعد قاعدتنا النهائية في تقليل تقلب الأسعار وتوسيع سعة التخزين".
يهدف هذا الحكم إلى فتح طريقتين لمطوري تخزين الغاز الطبيعي، ليكونوا قادرين على فرض أسعار على أساس السوق. الأول هو إعادة تعريف سوق المنتجات ذات الصلة للتخزين الذي يتضمن بدائل للتخزين مثل سعة خطوط الأنابيب المتاحة وإنتاج الغاز المحلي ومحطات الغاز الطبيعي المسال. يهدف النهج الثاني إلى تنفيذ المادة 312 من قانون سياسة الطاقة. سيسمح لمقدم الطلب بطلب السلطة لفرض "أسعار قائمة على السوق حتى لو لم يتم إثبات نقص القوة السوقية، في الظروف التي تكون فيها الأسعار القائمة على السوق في المصلحة العامة وضرورية لتشجيع بناء سعة التخزين في منطقة تحتاج إلى خدمة تخزين وأن العملاء يتمتعون بالحماية الكافية ". ومن المتوقع أن يغري هذا الطلب الجديد المطورين ، وخاصة مشغلي التخزين المستقلين، لتطوير مرافق جديدة في المستقبل القريب.

### كندا
في ألبرتا لا تخضع أسعار تخزين الغاز للتنظيم ويتفاوض مقدمو الخدمات على الأسعار مع عملائهم على أساس كل عقد على حدة. ومع ذلك، فإن منشأة الكربون المملوكة لشركة ATCO gas منظمة، نظرًا لأن ATCO هي شركة خدمات عامة. لذلك، يتعين على ATCO Gas فرض أسعار على أساس التكلفة لعملائها، ويمكنها تسويق أي سعات إضافية بأسعار السوق. في أونتاريو، ويتم تنظيم تخزين الغاز من قبل مجلس الطاقة في أونتاريو. حاليًا، جميع وحدات التخزين المتاحة مملوكة لمرافق متكاملة رأسياً.
يتعين على شركات المرافق تسعير سعة التخزين المباعة لعملائها بأسعار تستند إلى التكلفة، ولكن يمكنها تسويق أي سعة متبقية بأسعار السوق. يمكن للتخزين الذي طوره مطورو التخزين المستقلون فرض أسعار على أساس السوق. في كولومبيا البريطانية، لا يتم تنظيم تخزين الغاز. يتم تسويق جميع السعات التخزينية المتاحة بأسعار السوق.

### المملكة المتحدة
يتم الإشراف على تنظيم تخزين ونقل وبيع الغاز من قبل Ofgem (هيئة تنظيمية حكومية). كان هذا هو الحال منذ خصخصة صناعة الغاز في عام 1986. كانت معظم أشكال تخزين الغاز مملوكة لشركة Transco (وهي الآن جزء من National Grid plc )، ومع ذلك فقد تم تقسيم الشبكة الوطنية الآن إلى حد كبير إلى شبكات إقليمية، مملوكة لشركات مختلفة، ومع ذلك لا تزال جميعًا مسؤولة أمام Ofgem.

## اقتصاديات التخزين

### تكلفة تطوير التخزين
كما هو الحال مع جميع استثمارات البنية التحتية في قطاع الطاقة، فإن تطوير مرافق التخزين يتطلب رأس مال كبير. عادة ما يستخدم المستثمرون عائد الاستثمار كإجراء مالي لاستمرارية مثل هذه المشاريع. تشير التقديرات إلى أن المستثمرين يحتاجون إلى معدل أو عائد يتراوح بين 12 في المائة إلى 15 في المائة للمشاريع المنظمة ، وما يقرب من 20 في المائة للمشاريع غير المنظمة. يعود ارتفاع العائد المتوقع من المشاريع غير المنظمة إلى ارتفاع مخاطر السوق المتصورة. بالإضافة إلى ذلك، يتم تراكم مصاريف كبيرة أثناء التخطيط وتحديد مواقع التخزين المحتملة لتحديد مدى ملاءمتها ، مما يزيد من المخاطر.
يعتمد الإنفاق الرأسمالي لبناء المنشأة في الغالب على الخصائص الفيزيائية للخزان. بادئ ذي بدء ، تعتمد تكلفة تطوير منشأة التخزين إلى حد كبير على نوع حقل التخزين. كقاعدة عامة، تعد الكهوف الملحية هي الأغلى تكلفة لتطويرها على أساس سعة الغاز العامل. ومع ذلك، يجب على المرء أن يضع في اعتباره أنه نظرًا لأنه يمكن تدوير الغاز في مثل هذه المرافق بشكل متكرر ، على أساس التسليم ، فقد يكون أقل تكلفة. قد تكلف منشأة تجويف الملح في أي مكان من 10 ملايين دولار إلى 25 مليون دولار لكل مليار قدم مكعب (  ) من سعة الغاز العامل. النطاق السعري الواسع بسبب اختلاف المنطقة الذي يملي المتطلبات الجيولوجية. تشمل هذه العوامل مقدار القدرة الحصانية الانضغاطية المطلوبة ونوع السطح وجودة البنية الجيولوجية على سبيل المثال لا الحصر. يكلف الخزان المستنفد ما بين 5 ملايين دولار إلى 6 ملايين دولار لكل مليار قدم مكعب من سعة الغاز العامل. أخيرًا ، هناك تكلفة رئيسية أخرى يتم تكبدها عند بناء مرافق تخزين جديدة وهي تكلفة الغاز الأساسي. يمكن أن تصل كمية الغاز الأساسي في الخزان إلى 80٪ بالنسبة لخزانات المياه الجوفية مما يجعلها غير جذابة للغاية للتطور عندما تكون أسعار الغاز مرتفعة. من ناحية أخرى، تتطلب كهوف الملح أقل كمية من الغاز الأساسي. التكلفة العالية للغاز الأساسي هي ما يدفع التوسع في المواقع الحالية مقابل تطوير مواقع جديدة. وذلك لأن التوسعات تتطلب القليل من الإضافة إلى الغاز الأساسي.
تعتمد التدفقات النقدية المتوقعة من هذه المشاريع على عدد من العوامل. وتشمل هذه الخدمات التي توفرها المنشأة وكذلك النظام التنظيمي الذي تعمل بموجبه. من المتوقع أن تتمتع المرافق التي تعمل بشكل أساسي للاستفادة من فرص موازنة السلع بمزايا تدفق نقدي مختلفة عن تلك المستخدمة في المقام الأول لضمان موثوقية التوريد الموسمي. يمكن للقواعد التي يضعها المنظمون من ناحية تقييد الربح الذي يحققه مالكو مرافق التخزين أو ضمان الربح من ناحية أخرى ، اعتمادًا على نموذج السوق.

### تقييم التخزين
لفهم اقتصاديات تخزين الغاز من الضروري أن تكون قادرًا على تقييمه. تم اقتراح العديد من الأساليب. وهي تشمل:
- تقييم تكلفة الخدمة
- تخطيط بأقل تكلفة
- التقييم الموسمي
- التقييم القائم على الخيار

تتعايش أوضاع التقييم المختلفة في العالم الحقيقي وليست متعارضة. عادةً ما يستخدم المشترون والبائعون مزيجًا من الأسعار المختلفة للتوصل إلى القيمة الحقيقية للتخزين. يمكن العثور على مثال على التقييمات المختلفة والسعر الذي تولده في الجدول أدناه.
| النوع                                                    | دولار / مليون قدم مكعب من الغاز العامل |
| -------------------------------------------------------- | -------------------------------------- |
| متوسط تكلفة الخدمة                                       | 0.64 دولار                             |
| القيمة الجوهرية لشتاء 05/06 اعتبارًا من أغسطس 2004        | 0.47 دولار - 0.62 دولار                |
| التخطيط الأقل تكلفة (الخزان المستنفد)                    | 0.70 دولار - 1.10 دولار                |
| التكلفة الافتراضية لخدمة التجويف الملحي                  | 2.93 دولار                             |
| القيمة الجوهرية والخارجية لتجويف الملح (الخزان المستنفد) | 1.60 دولار - 1.90 دولار                |

#### تقييم تكلفة الخدمة
يُستخدم وضع التقييم هذا عادةً لتقييم التخزين المنظم،  على سبيل المثال التخزين الذي تديره شركات خطوط الأنابيب بين الولايات. يتم تنظيم هذه الشركات من قبل FERC. تسمح طريقة التسعير هذه للمطورين باسترداد تكلفتهم وعائد الاستثمار المتفق عليه. تتطلب الهيئة التنظيمية الحفاظ على الأسعار والتعريفات ونشرها للجمهور. تشمل الخدمات التي تقدمها هذه الشركات التخزين الثابت والمتقطع بالإضافة إلى خدمات التخزين بدون إشعار. عادة، يتم استخدام تكلفة تسعير الخدمة لمرافق الخزان المستنفد. إذا تم استخدامه للتسعير ، على سبيل المثال تكوينات الكهوف الملحية، فإن التكلفة ستكون مرتفعة للغاية، بسبب التكلفة العالية لتطوير مثل هذه المرافق.

#### التخطيط بأقل تكلفة
عادة ما يتم استخدام وضع التقييم هذا من قبل شركات التوزيع المحلية (LDCs). يعتمد على تسعير التخزين، وفقًا للوفورات الناتجة عن عدم الاضطرار إلى اللجوء إلى خيارات أخرى أكثر تكلفة. يعتمد وضع التسعير هذا على المستهلك وملف تعريف / شكل التحميل الخاص به.

#### التقييم الموسمي
يُشار أيضًا إلى التقييم الموسمي للتخزين على أنه القيمة الجوهرية. يتم تقييمه على أنه الفرق بين السعرين في زوج من الأسعار الآجلة. الفكرة هي أنه يمكن للفرد تأمين السبريد الآجل ، سواء ماديًا أو ماليًا. بالنسبة للمطورين الذين يسعون إلى دراسة جدوى بناء منشأة تخزين ، فإنهم عادةً ما ينظرون إلى هوامش الأسعار طويلة الأجل.

#### التقييم القائم على الاختيار
بالإضافة إلى امتلاك قيمة جوهرية، قد يكون للتخزين أيضًا قيمة خارجية. لا يأخذ التقييم الجوهري للتخزين القدرة على التدوير للتخزين عالي القابلية للتسليم. يعكس التقييم الخارجي حقيقة أنه في مثل هذه المرافق، على سبيل المثال تكوينات الكهوف الملحية، يمكن استخدام نسبة من المساحة أكثر من مرة ، وبالتالي زيادة القيمة. تتيح منشأة التخزين عالية التسليم هذه لمستخدمها الاستجابة للتغيرات في الطلب / السعر خلال موسم أو خلال يوم معين بدلاً من مجرد التغيرات الموسمية كما كان الحال مع مرافق الدورة الواحدة.

### تأثير أسعار الغاز الطبيعي على التخزين
بشكل عام كما نرى في الرسم البياني أدناه، ترتبط أسعار الغاز المرتفعة عادةً بفترات تخزين منخفضة. عادة عندما تكون الأسعار مرتفعة خلال الأشهر الأولى من موسم إعادة التعبئة (أبريل-أكتوبر) ، يتبنى العديد من مستخدمي التخزين موقف الانتظار والترقب. قاموا بالحد من استهلاك الغاز تحسبا لانخفاض الأسعار قبل بدء موسم التدفئة (نوفمبر - مارس). ومع ذلك، عندما لا يحدث هذا الانخفاض، يضطرون إلى شراء الغاز الطبيعي بأسعار عالية. هذا صحيح بشكل خاص للتوزيع المحلي والمشغلين الآخرين الذين يعتمدون على التخزين لتلبية الطلب الموسمي لعملائهم. من ناحية أخرى ، فإن مستخدمي التخزين الآخرين، الذين يستخدمون التخزين كأداة تسويقية (التحوط أو المضاربة) سوف يوقفون تخزين الكثير من الغاز عندما تكون الأسعار مرتفعة.

## مستقبل تكنولوجيا التخزين
تُجرى الأبحاث على العديد من الجبهات في مجال تخزين الغاز للمساعدة في تحديد طرق جديدة محسّنة وأكثر اقتصادا لتخزين الغاز. تُظهر الأبحاث التي تجريها وزارة الطاقة الأمريكية أنه يمكن تبريد تكوينات الملح للسماح بتخزين المزيد من الغاز. سيؤدي ذلك إلى تقليل حجم التكوين المطلوب معالجته واستخراج الملح منه. سيؤدي ذلك إلى تكاليف تطوير أرخص لمنشأة تخزين تكوين الملح من النوع.
الجانب الآخر الذي يتم النظر إليه هو التكوينات الأخرى التي قد تحتوي على غاز. وتشمل هذه التكوينات الصخرية الصلبة مثل الجرانيت، في المناطق التي توجد فيها مثل هذه التكوينات والأنواع الأخرى المستخدمة حاليًا لتخزين الغاز غير موجودة. في السويد تم بناء نوع جديد من مرافق التخزين يسمى "الكهف الصخري المبطن". يتكون مرفق التخزين هذا من تركيب خزان فولاذي في كهف في صخرة تل ومحيطه بالخرسانة. على الرغم من أن تكلفة تطوير هذه المنشأة باهظة الثمن، إلا أن قدرتها على تدوير الغاز عدة مرات تعوض عنها، على غرار منشآت تكوين الملح. أخيرًا ، هناك مشروع بحثي آخر برعاية وزارة الطاقة، وهو مشروع الهيدرات. الهيدرات هي مركبات تتشكل عندما يتجمد الغاز الطبيعي في وجود الماء. الميزة هي أنه يمكن تخزين ما يصل إلى 181 قدمًا مكعبًا قياسيًا من الغاز الطبيعي في قدم مكعب واحد من الهيدرات.

## أنظر أيضا
- أسعار الغاز الطبيعي
- معالجة الغاز الطبيعي
- ثاني أكسيد الكربون (CO 2 )
- الغاز الطبيعي المضغوط (CNG)
- محطة وقود
- تطوير الطاقة المستقبلية
- تخزين الهيدروجين
- قائمة خطوط أنابيب الغاز الطبيعي في أمريكا الشمالية
- تخزين الهيدروجين تحت الأرض
- تنقية البخار
- استهلاك الطاقة العالمي

## روابط خارجية
- Cedigaz - قاعدة بيانات UGS العالمية
- EIA — إدارة معلومات الطاقة — موضوعات لتخزين الغاز الطبيعي نسخة محفوظة 2007-04-28 على موقع واي باك مشين.
- FERC — الهيئة الفيدرالية لتنظيم الطاقة - تخزين الغاز الطبيعي نسخة محفوظة 2007-04-03 على موقع واي باك مشين.
- وسائط الغاز الطبيعي — أخبار وتحليلات الغاز الطبيعي للاستثمار والتجارة